# 学園☆新選組! 〜乙女ゴコロと局中法度〜
『学園☆新選組! -乙女ゴコロと局中法度-』（がくえんしんせんぐみ! おとめゴコロときょくちゅうはっと）は、May-Be SOFTから2008年3月21日に発売されたアダルトゲーム。

## 概要
新選組や彼らが活躍した幕末をモチーフとしたコメディ作品。ブランド前作『遊撃警艦パトベセル 〜こちら首都圏上空青空署〜』ほどではないがパロディ要素が含まれており、基本はギャグコメディなので作中の戦いも血生臭いものではなくケガをすることもない。また、池田屋事件など史実に関連したイベントも盛り込まれている。
2009年10月29日には、DVD-PG版『学園☆新選組! DVD-GAME』が発売された。

## あらすじ
（出典：）
男子校・佐都間学園2年の松原悠は、佐都間学園と愛津女学園の合併・共学化を進める使者として、愛津女学園へ試験的に編入。ところが愛津女学園の生徒たちは、共学化に賛成する「討学派」と反対する「佐学派」の真っ二つに分かれて争っていた。転入早々その争いに巻き込まれた悠は、ひょんなことから佐学派の中心「新選組」へ入隊することに。かくして女子ばかりの学園で男子1人という、悠のドタバタの日々が始まる。

## 登場人物
（出典：）
《》内はモデルとなった史実の人物や事物。

### 主人公
松原 悠（まつばら ゆう）《松原忠司》
身長：175cm 誕生日：10月20日 血液型：A型
流派：甲甲流（かんこうりゅう）柔術・剣術《関口新心流》 / 佩刀：友重《加州住藤島友重》
本作品の主人公。愛津女学園2年A組。新選組四番隊組長。佐都間男子学園の理事長・松原忠三の息子で、元は同学園の2年生だったが、両学園の統合による共学化のテストケースとして愛津女学園へ編入する。流されやすい性格だが、柔術・剣術はそれなりの腕前。これまで男子校で生活してきて恋愛経験もほとんどないが、女学園でただ1人の男子生徒となってしまい戸惑っている。転入直後にイサミによって新選組四番隊組長に迎えられ、昼休みや放課後に隊士のヒロインたちと共に活動しているが、内心は共学化を進めることを画策している。

### ヒロイン
近藤 イサミ（こんどう いさみ）《近藤勇》
声：桜川未央
T161 B96/W54/H92 11月9日生まれ A型
流派：天然無心流《天然理心流》 / 佩刀：虎徹ちゃん《長曾称虎徹》
学園3年C組。新選組隊長。新選組の大黒柱で、のんびり温厚な性格だが天然でどこか抜けており、手がかかる人物。甘いものが好きで、体型や体重を気にしている。共学化のシンボルである悠を討学派に渡すまいと、新選組へ迎え入れた。実家は剣術道場であり、歳緒と総詩とは幼馴染み。
土方 歳緒（ひじかた としお）《土方歳三》
声：かわしまりの
T163 B81/W52/H85 5月31日生まれ B型
流派：天然無心流 / 佩刀：兼定くん《和泉守兼定》
学園2年A組。新選組副長。通称「オニの副長」と呼ばれ、厳格な規律「局中法度」を全ての隊士に順守させている。男嫌いで百合の気があり、男子の悠を嫌っている。俳句が趣味だが、センスはいまいち。
沖田 総詩（おきた そうし）《沖田総司》
声：草柳順子
T152 B80/W50/H84 7月8日生まれ AB型
流派：天然無心流 / 佩刀：菊文くん《菊一文字則宗》
学園1年。新選組一番隊組長。普段は猫と戯れたりボーッと日向ぼっこなどをしているが、新選組一番と言われる天才剣士で、永倉や斉藤と並ぶ「三武狼」の一角。都合が悪い時はよく咳き込んでごまかしている。
永倉 やち（ながくら やち）《永倉新八》
声：青葉りんご
T156 B87/W52/H88 5月23日生まれ O型
流派：本当無念流《神道無念流》 / 佩刀：氏重氏《播州住手柄山氏繁》
学園3年。新選組二番隊組長。「三武狼」の一角。若い隊士たちにさり気なく気配りする仲間思いの姉御肌。江戸っ子気質で「粋」「雅」「風流」を愛する通人。紗乃とは馬が合う。
斉藤 初音（さいとう はつね）《斎藤一》
声：榎津まお
T141 B71/W46/H75 2月18日生まれ AB型
流派：意外流《無外流》 / 佩刀：国重ちー《播州住池田鬼神丸国重》
学園2年A組。新選組三番隊組長。三武狼の一角で、総詩に並ぶ剣の実力者。無口なので何を考えているのかわかりづらい。隠密行動を得意とするが、方向音痴なのが弱点。普段着はメイド服。
藤堂 芹栖（とうどう せりす）《藤堂平助》
声：成瀬未亜
T150 B80/W48/H84 12月13日生まれ A型
流派：直進一刀流《北辰一刀流》 / 佩刀：兼重さま《上総介兼重》
学園1年。新選組八番隊組長。明るく礼儀正しい優等生だが真面目な性格ゆえに騙されやすい。恋愛事には純情で、男子に見つめられただけで照れてしまい、妄想が爆発してしまう。
原田 紗乃（はらだ さの）《原田左之助》
声：金田まひる
T167 B100/W57/H95 7月6日生まれ B型
流派：騒々院流槍術《宝蔵院流槍術》 / 武器：十文字槍・無銘
学園2年A組。新選組十番隊組長。自分の背丈ほどもある十文字槍を振り回す戦好き・ケンカ好きだが、それでよく学園の備品を壊している。また隊一の大食漢で、新選組の台所事情を圧迫している。

### サブキャラクター
坂本 涼華（さかもと りょうか）《坂本龍馬》
声：榎津まお
T170 B90/W56/H91 1月3日生まれ O型
流派：直進一刀流 / 武器：S&Wモデル2 アーミー33口径・S&Wモデル1 22口径
学園3年。討学派に属する徒沙班筆頭。好奇心が旺盛で、最近入手した二丁拳銃を愛用している。土佐弁と標準語が混じった言葉遣いで、一人称は「あち」。
桂 心（かつら こころ）《桂小五郎》
声：成瀬未亜
T159 B83/W50/H86 8月11日生まれ A型
流派：本当無念流 / 佩刀：清光さん《長船清光》
学園2年A組。討学派に属する超秀班筆頭。資産家の令嬢で、成績も学園トップのお嬢様。学園の発展を画策し、優秀な生徒たちで構成されるエリート部隊・超秀班を率いる。
岡田 伊織（おかだ いおり）《岡田以蔵》
声：金田まひる
T137 B67/W41/H75 6月3日生まれ B型
流派：強心迷智流《鏡新明智流》 / 佩刀：忠吉《肥前忠吉》
学園1年。徒沙班の過激派・徒沙勤能党筆頭の転入生。無口だが意外にコミカルな性格。小柄な体格とは裏腹に巨大な斬馬刀を振るう怪力の持ち主で、前の学園では「人斬り伊織」と呼ばれていた。焼きそばパンが好物で、涼華に焼きそばパンで釣られて徒沙班に入った。
カンリュウサイ《武田観柳斎》
T50 7月23日生まれ 旧型
流派：好色流軍学《甲州流軍学》 / 佩刀：妖刀・シコシコ丸
からくりエロ人形。新選組五番隊組長。関西弁で話しており、一人称は「ワテ」。製作者や動力、新選組に所属している理由などは一切不明。女子生徒へのセクハラに命を懸ける。その為、五番隊は彼1人しかいない。
ゲンちゃん（源三郎、げんざぶろう）《井上源三郎》
T30 4月4日生まれ 肉球型
流派：天然無心流 / 武器：愛爪・兼爪《奥州白河住兼常》
オスの黒ネコ。新選組六番隊組長。人の言葉が理解できるほど頭が良く、隊のマスコット的存在。耳も良く、遠くで起こっている争いごとをキャッチする。よく総詩の頭の上に乗っている。
谷さん（たにさん）《谷三十郎》
T20 5月15日生まれ 鳩型
流派：豆田流嘴術 / 武器：愛嘴・無銘
オスの鳩。新選組七番隊組長。顔立ちが「谷」の字になっており、初対面の人にはたいてい気持ち悪がられる。渋くニヒルでハードボイルドな性格。普段は学園の上空を飛び回ってパトロールし、戦闘時には伝達部隊隊長として活躍している。
みきぽん《鈴木三樹三郎》
初音の頭に乗っている帽子。新選組九番隊組長。正面に顔がついており、生きているかのように表情を変える。組長を務める九番隊は隠密部隊だが、自分では動けないため実際は初音が行動している。
松平 並盛（まつだいら なみもり）《松平容保》
愛津女学園の理事長。佐都間学園との共学化には反対しているが、推進派の教頭に押されて共学化を考えざるを得なくなっている。

## 世界観・用語
（出典：）
《》内はモデルとなった史実・事物。
愛津女学園（あいづじょがくえん）
本作品の主舞台となる全寮制の私立女学校。武家のお嬢様が通う学園で、「女性も文武両道を兼ね備えるべし」という創始者の思想を元に、生徒には帯刀が許されている。特殊な校風と少子化から現在は生徒数が減少しており、打開策として男子校・佐都間学園との合併による共学化が提言されている。しかしそのために生徒たちは「佐学派」（共学反対派）と「討学派」（共学賛成派）の真っ二つに分かれ、両者の間で争いが絶えない。
佐学派（さがくは）
学園の共学化に反対し、現在の女学校を守ろうとする一派。新選組などが属する。共学化のためにやってきた男子生徒の悠に敵意を持つ者も多い。
討学派（とうがくは）
学園の共学化に賛成する一派。坂本をリーダーとする徒沙班（とさはん）やその実戦部隊・徒沙勤能党（とさきんのうとう）、桂が率いる超秀班（ちょうしゅうはん）などが属する。生徒会が佐学派であるため、討学派は反生徒会の立場となる。学園共学化のシンボルである悠を、自分たちに引き込もうとしている。
新選組（しんせんぐみ）《新選組》
佐学派と討学派の争いを問題視した学園長が、学内の治安維持を目的に選抜した生徒の一団。腕の立つ生徒会メンバーが中心となっている。浅葱色のダンダラ模様の隊服から、別名「蒼の狼」と呼ばれる。学園内では生徒会室、寮では寮内の一室「屯所」（とんしょ）を拠点に活動している。
局中法度（きょくちゅうはっと）《局中法度》
新選組の決まりごとを定めたもので、作成者は歳緒。史実の新選組のものとほぼ同一の5か条だったが、悠の入隊に当たって「男女恋愛ヲ禁ズル」が付け加えられた。違反した場合は「切腹」（自決ではなく、自腹で組長格全員に奢ること）が申し付けられる。
佐都間学園（さつまがくえん）
悠が元々通っていた男子校。愛津女学園との合併・共学化を図り、試験編入として理事長の息子の悠を愛津女学園へ送り込んだ。
杏都（きょうと）
愛津女学園・佐都間学園がある町。「杏の町」とも呼ばれる。

## スタッフ
（出典：
主題歌
その他）
- 原画：あかざ
- シナリオ：箒星/想ファクトリー
- ディレクター：TOMO・ユズミツ
- 主題歌：「乙女ゴコロ×局中法度」

作詞・作曲・編曲：水無月くるみ / 歌：BARAKO

## ノベライズ
学園☆新選組! 乙女ゴコロと局中法度
2008年6月14日発売 / 著：前薗はるか / 原作：May-Be SOFT / イラスト：あかざ / 発行：パラダイム（パラダイムノベルス 375） / ISBN 978-4894908758
学園☆新選組! 十傑異聞録
著：たかなみれい / イラスト：ほっぺげ / 原作：May-Be SOFT / 発行：ハーヴェスト出版 /  ISBN 978-4434119668